# 青春紀錄
《青春紀錄》（：／），為韓國tvN於2020年9月7日起播出的月火連續劇，由《秘密森林》、《阿爾罕布拉宮的回憶》的安吉鎬導演和 《Doctors》、《愛情的溫度》的河明熙作家合作打造。本劇講述了爲了實現夢想和愛情而不絕望的年輕人的成長記錄，這個時代連做夢都成了奢侈，以各自的方式向着夢想前進的年輕人的火熱記錄，帶給觀衆心動和共鳴。
本劇首播收視率為6.362%(AGB全國)，刷新了tvN電視台月火連續劇首播的最高收視紀錄。
Netflix於9月7日起每周一二22:30(UTC+8)全球同步播出。

## 演員陣容
- 劇中角色譯名以Netflix(官方)字幕為準

### 主要人物
| 演員       | 角色     | 介紹 |                                                                   |
| 朴寶劍     | 史彗峻   | 26歲，從模特兒轉型演員中 性格現實又務實。雖然很溫暖，但需要劃清界線時會劃得很清楚。頭腦好，共感能力強。喜惡分明，但為了做想做的事，也會靈活地做不喜歡的事情。從小就被拿來和哥哥比較，因此受了不少委屈。他知道在學業上無法勝過哥哥，所以找到了自信能做好的事情。他認為堅持做不可行的事情是愚蠢的，做不到的話就趕快收手吧！可是，有一件事是例外的。對他而言，成為演員這件事不能夠放棄。 天生擁有人見人愛的本能。 人們都莫名非常喜歡他。 \| 作品名稱 \| 作品類型 \| 角色 \| 角色簡介 \| \| ---------- \| -------- \| ------ \| ----------------------------------------------------------------- \| \| 平凡 \| 電影 \| 洙永 \| 小配角。暴力傾向富家子弟。 \| \| 關口 \| 醫療劇 \| 金智勳 \| 第一年住院醫生。劇中向女主角表白一幕備受矚目。 \| \| 王者歸來 \| 歷史劇 \| 李建 \| 大君。彗峻憑此角色獲得2019年OVN演技大奬迷你劇集男子最優秀演技奬。 \| \| 第一人 \| 愛情劇 \| 尹正煦 \| 富三代。 \| \| 愛乘雨而來 \| 時代劇 \| \| 彗峻退伍後作品。 \| |                                                                   |
| 素淡       | 安正河   | 26歲，彩妝造型師 溫暖又善良。無論任何時都積極面對。因為父母離婚轉過幾次學，也因此學會適應新環境。小時候覺得學業成績好，就能夠證明自己是個堅強，不受環境擺佈的人。 夢想成為彩妝造型師。但是，如果想馬上實現這個夢想，會變成一無所有。這個就是現實。她清楚明白沒有錢會把人弄得有多悲慘。不斷搬家是一件非常麻煩又沒有安全感的事，所以很想有自己的房子。她知道為了能做自己想做的事，首先要有足以支撐日常生活的錢。 |                                                                   |
| 邊佑錫     | 袁楷效   | 26歲，模特兒兼演員 溫順外向，愛開玩笑。喜惡分明，堅決不做自己討厭做的事。看著彗峻為了做想做的事而忍受著做一些不喜歡的事覺得很鬱悶。男子漢就是要挑戰。他非常好勝也輸不起。對喜歡的事會拼命做到底。 楷效上小學前以為自己家境平凡。母親想把他送去私立小學的意見不被父親接受，因此他上了公立小學。在那裡命中註定地與彗峻和振宇成為朋友，也開始思考富有與窮困的問題。因為自己有錢所以有時會覺得對不起彗峻。 但是他對與自己想法不同，積極面對貧困狀況，努力生活的彗峻有很深厚的感情。 |                                                                   |
| 權秀賢     | 金振宇   | 26歲，實習攝影師 彗峻和楷效的朋友。性格積極豁達。會一邊思考一邊行動。熱情又很講義氣。因為不想做累活，所以不想跟父親學習當木匠。志願是當攝影師。他本以為擺好姿勢拍照就成，但其實搬動裝備的勞動量不亞於木匠。即使如此，他還是喜歡當攝影師。 |                                                                   |
| 作品名稱   | 作品類型 | 角色 | 角色簡介                                                          |
| 平凡       | 電影     | 洙永 | 小配角。暴力傾向富家子弟。                                        |
| 關口       | 醫療劇   | 金智勳 | 第一年住院醫生。劇中向女主角表白一幕備受矚目。                    |
| 王者歸來   | 歷史劇   | 李建 | 大君。彗峻憑此角色獲得2019年OVN演技大奬迷你劇集男子最優秀演技奬。 |
| 第一人     | 愛情劇   | 尹正煦 | 富三代。                                                          |
| 愛乘雨而來 | 時代劇   | | 彗峻退伍後作品。                                                  |

### 彗峻家
| 演員   | 角色   | 介紹 |
| 夏希羅 | 韓愛淑 | 彗峻媽媽，50歲，家政服務員 對家人的愛很強烈。因為喜歡丈夫映南有責任心，樸實和純真便決心和他結婚。愛淑和映南結婚時，映南的事業還很順利。映南在人生光輝燦爛時遇上愛淑，愛淑確信這個男人絕不會離她而去，便和他結婚。她的公公閔基闖禍了。家裡環境變得困難，於是她開始出來工作。意外地在那個家裡工作很適合自己。和所謂高水平的人聊天，在他們家裡住，把在那裡學到的東西在自己家裡應用。她覺得在這份工作是天職。                |
| 朴守榮 | 史映南 | 彗峻爸爸，53歲，木匠 非常有責任心，因為父親沒有生活能力，時常受騙，所以從小就要維持家裡的生計。頭腦雖然好，但因為家境困難高中輟學，賺錢養家。映南看著和閔基相似，長得又帥又高的彗峻，擔心他會活得像閔基一樣，因此以嚴厲的方法地養育彗峻。不過對長得像自己的京峻又覺得很惋惜。長男從出生開始就要背負重擔。 映南彆扭的父愛傷害了彗峻，也給京峻帶來重擔。對映南來說養育孩子太難了，所以對做一個好父親的責任總是壓在他心頭。 |
| 韓振熙 | 史閔基 | 彗峻祖父，71歲 仍然天真開朗。因為外表不錯，所以人們都說他長大後會在社會佔一個席位。但別說一個位置，他只是一個寄居在自己孩子的家的存在。相比家人，他更重視朋友，很喜歡在外面玩。 孫兒彗峻出生後便很疼愛他。孫兒長得這麼帥，長大後肯定會成為明星。他很清楚。他直覺如此。不，即是不知道也還是要暗示一下。或許真的能成為明星呢？閔基還反覆說自己的路還沒結束，棺材蓋子還沒有蓋上呢﹗                                         |
| 李在源 | 史京峻 | 彗峻哥哥，27歲，就業準備生 追求成就的人。在學業方面有頭腦，上學的時候從來沒有錯失過第一名。他認為社會不公平也不公義，幾乎沒有更上一層樓的機會。他對社會結構有很多不滿，認為要改變財富世襲制度。 毫無靈活性。人們都認為京峻適合當公務員，因此京峻把人生方向從公務員改為銀行職員。自己以為是很大的改變，但其實也不過如此。                                                                                                 |

### 正河家
| 演員   | 角色   | 介紹 |
| 孫暢敏 | 安勝祖 | 正河爸爸，50歲 感性細胞發達又敏銳。有教養且著重人情味。好像是個不能在現實中立足過活的人。雖然在大學主修美術，但沒能好好發展。 開畫室的時候搞砸了。他和藹可親但不會討好別人。是藝術家的性格。想畫畫而不要想教畫畫。                                                                                        |
| 朴美賢 | 趙聖蘭 | 正河媽媽，50歲 感性細胞曾經發達。夢想成爲灰姑娘，卻嫁了一個生活能力不足的窮光蛋。現實感出現了落差。婚後她從灰姑娘的夢中醒來，想要在現實中站穩住腳過活卻未能如願。和其他人比較下，覺得自己的婚姻生活不幸福。因此向丈夫勝祖發洩怒氣。最後因為互相傷害分開了。聖蘭想讓別人知道，自己也能賺錢，能一個人生活。 |

### 楷效家
| 演員   | 角色   | 介紹 |
| 辛愛羅 | 金怡穎 | 楷效媽媽，52歲，美術專業，仁木大學兼任教授 為了打造楷效成為明星，她在背後努力打點。和記者見面，和電影制作公司見面，了解楷效的優勢和累積人脈。她雖然依賴彗峻媽媽愛淑處理家務事，但她不認為雙方的地位是平等的。她要一年要翻出來強調幾次心裡才舒服。雖然無理取鬧，但並不記恨。 |
| 徐相元 | 袁泰京 | 楷效爸爸，54歲，仁木大學理事 自我中心，權威意識很強，自尊心也很強。不認同多樣性。他希望子女學業優秀，當上教授，然後接管學校財團。他的人生像在跑輪不斷跑的松鼠一樣，有時會透不過氣。                                                                                         |
| 趙宥晶 | 袁海娜 | 楷效妹妹，24歲，準備畢業後進法學院 很聽話。夢想成為教授。她視學習為興趣。性格內向謹慎，喜歡讓自己笑的男生。有很多男生被她的美貌吸引，她也想和高質素的男生交往，但不知道甚麼時候開始振宇走進她心裡。                                                                         |

### 振宇家
| 演員   | 角色   | 介紹 |
| 鄭民成 | 金章萬 | 振宇爸爸，51歲，木匠，班長 拿"人生只活一次，要活得有意義"為座右銘。 和兒子振字很合得來。 雖然收入不錯，但還沒有走出漢南洞社區。 他不想讓孩子幹木匠活。因為是累活嘛。對子女愛護有家。 房子是自己的。 因爲準備重建，所以正在等待。是個有情有義的人。 |
| 朴成妍 | 李慶美 | 振宇媽媽，49歲，家庭主婦 每天為家務事和自己的興趣而忙碌。因為喜歡跳舞，所以去學了跳舞，還在教跳舞。 以愛淑以姊妹相稱。 她很講義氣，也很會做菜，還愛管閒事。                                                                                        |
| 張怡貞 | 金振璃 | 振宇妹妹，21歲，大學二年級 力氣大，喜歡製作各種各樣東西。 想像爸爸一樣成爲木匠。 喜歡呆在家裏。 |

### 其他人物
| 演員   | 角色   | 介紹 |
| 申東美 | 李敏才 | 彗峻經理人，39歲 既感性又邏輯性強，是個縝密的人。遇到不公義的事會沉住氣，不會為對自己沒有好處的事站出來。但彗峻是個例外。她被彗峻的善良打動了。就這樣接受了當彗峻經理人的提議。 起初因為家境急劇惡化，在唸大學時輟學並投身社會。從大學時期起在模特兒公司當翻譯，因為這份兼職入行。 後來，她認識了太洙，在太洙旗下的模特兒公司負責宣傳和市場營銷工作。 而在慧峻選擇離開太洙的時候也一同離開。 |
| 金民哲 | 金智英 | 彗峻經紀人 喜歡吃美食，之前原本是演員，在「關口」劇中演出而跟慧峻相識，很喜歡慧峻的演出，媽媽也是慧峻的粉絲，因為沒有經紀公司而被敏才招攬，後來反而不想當演員了，因為覺得當演員束縛很多，轉而當慧峻的經紀人，主要負責接送慧峻以及安排行程。 |
| 李昌勋 | 李太洙 | 模特兒公司代表理事 口才好，應變能力高。他一直剋扣模特兒的出場費來滿足自己的私慾。但聽著他理直氣壯的解釋又莫名拿不到他辦法。 |
| 薛仁雅 | 鄭智雅 | 彗峻前女友，26歲，法學院學生 重視別人的想法。漂亮又好勝心強。爸爸經營律師事務所，姐姐也在那家律師事務所工作。她抱著想要過華麗生活的慾望。雖然喜歡彗峻，但因爲彗峻的條件分手了。 |
| 朴世賢 | 崔穗蘋 | 正河妝髮造型室同期，22歲 怎樣看都像是一個無知的人。她不經過思考就會把話說出來。一相信人的話就會相信到底。雖然和父母一起住，但是想獨立生活。 |
| 林基雄 | 楊武進 | 攝影師，振宇公司代表理事 人物照片，產品照片，其實能賺錢的他都會做。 他善於隨機應變。 如果拍照片一直賺不到錢，他打算培養偶像，因為男偶像能賺錢。 |
| 趙智昇 | 珍珠   | 正河妝髮造型室彩妝造型師，28歲 因為嫉妒正河處處比自己優秀又認識慧峻跟愷效這種大明星，而處處針對正河。 |
| 楊素敏 | 院長   | 正河妝髮造型室院長 認為正河是非常優秀的彩妝師，處處提拔照顧正河。 |

### 特别出演
| 演員   | 角色   | 介紹                                                    | 出演集數          |
| 金建宇 | 朴道河 | 韓流巨星                                                | 1、4 - 13、15、16 |
| 金惠奫 | 李寶蘿 | 彩妝造型師，朴道河前女友                                | 1                 |
| 李承俊 | 鄭查理 | 時裝設計師                                              | 1 - 2 、10        |
| 徐玄振 | 李泫琇 | 知名女演員，與史彗峻共演對手戲                          | 7 - 8             |
| 裴允京 | 金秀嫚 | 問世新聞記者                                            | 8、9、11 - 16     |
| 朴瑟琪 | 主持   | 電影製作發表會主持                                      | 9                 |
| 姜漢娜 | 潔西卡 | 與史彗峻一起主持2019年OVN演技大奬                       | 9 - 10            |
| 朴敍俊 | 宋旻修 | 男演員。2019年OVN演技大賞迷你劇集男子最優秀演技奬頒奬者 | 9 - 10            |
| 李聖經 | 陳書雨 | 知名女演員，與史彗峻共演對手戲                          | 12 - 13           |
| 惠利   | 李海芝 | 知名女演員，透過袁楷效介紹請任安正河作個人彩妝師        | 13                |
| 崔秀宗 | 男顧客 | 在服裝店與愛淑映南夫婦偶遇                              | 14                |

## 原聲帶
- Part.1（發行日期：2020年9月7日）

| 曲序 | 曲目        | 演唱              | 时长 |
| ---- | ----------- | ----------------- | ---- |
| 1.   | Go          | 勝寛（SEVENTEEN） | 3:33 |
| 2.   | Go（Inst.） |                   | 3:33 |

- Part.2（發行日期：2020年9月15日）

| 曲序 | 曲目                       | 演唱 | 时长 |
| ---- | -------------------------- | ---- | ---- |
| 1.   | You're In My Soul          | 請夏 | 3:27 |
| 2.   | You're In My Soul（Inst.） |      | 3:27 |

- Part.3（發行日期：2020年9月22日）

| 曲序 | 曲目                             | 演唱        | 时长 |
| ---- | -------------------------------- | ----------- | ---- |
| 1.   | 我的時間（나의 시간은）          | 伯賢（EXO） | 3:32 |
| 2.   | 我的時間（나의 시간은）（Inst.） |             | 3:32 |

- Part.4（發行日期：2020年9月28日）

| 曲序 | 曲目                                               | 演唱            | 时长 |
| ---- | -------------------------------------------------- | --------------- | ---- |
| 1.   | 你對我而言如此耀眼（그렇게 넌 내게 빛나）          | 輝人（MAMAMOO） | 4:31 |
| 2.   | 你對我而言如此耀眼（그렇게 넌 내게 빛나）（Inst.） |                 | 4:31 |

- Part.5（發行日期：2020年9月29日）

| 曲序 | 曲目             | 演唱   | 时长 |
| ---- | ---------------- | ------ | ---- |
| 1.   | What If          | 金在奐 | 3:45 |
| 2.   | What If（Inst.） |        | 3:45 |

- Part.6（發行日期：2020年10月5日）

| 曲序 | 曲目               | 演唱          | 时长 |
| ---- | ------------------ | ------------- | ---- |
| 1.   | Spotlight          | BOBBY（IKON） | 3:36 |
| 2.   | Spotlight（Inst.） |               | 3:36 |

- Part.7（發行日期：2020年10月6日）

| 曲序 | 曲目                  | 演唱   | 时长 |
| ---- | --------------------- | ------ | ---- |
| 1.   | Brave Enough          | 李遐怡 | 4:05 |
| 2.   | Brave Enough（Inst.） |        | 4:05 |

- Part.8（發行日期：2020年10月12日）

| 曲序 | 曲目                           | 演唱     | 时长 |
| ---- | ------------------------------ | -------- | ---- |
| 1.   | 都是你（너로 가득해）          | J Rabbit | 3:46 |
| 2.   | 都是你（너로 가득해）（Inst.） |          | 3:46 |

- Part.9（發行日期：2020年10月13日）

| 曲序 | 曲目                                  | 演唱            | 时长 |
| ---- | ------------------------------------- | --------------- | ---- |
| 1.   | 我心如此（내 마음이 그렇대）          | 世正（Gu9udan） | 3:52 |
| 2.   | 我心如此（내 마음이 그렇대）（Inst.） |                 | 3:52 |

- Part.10（發行日期：2020年10月19日）

| 曲序 | 曲目                                              | 演唱 | 时长 |
| ---- | ------------------------------------------------- | ---- | ---- |
| 1.   | It's Ok, Because It's You (넌 그래도 돼)          | Xani | 3:55 |
| 2.   | It's Ok, Because It's You (넌 그래도 돼)（Inst.） |      | 3:55 |

- Part.11（發行日期：2020年10月20日）

| 曲序 | 曲目               | 演唱                | 时长 |
| ---- | ------------------ | ------------------- | ---- |
| 1.   | Open door          | Janet Suhh (자넷서) | 3:16 |
| 2.   | Open door（Inst.） |                     | 3:16 |

- Part.12（發行日期：2020年10月20日）

| 曲序 | 曲目                    | 演唱                | 时长 |
| ---- | ----------------------- | ------------------- | ---- |
| 1.   | Still Dreaming          | Janet Suhh (자넷서) | 3:36 |
| 2.   | Still Dreaming（Inst.） |                     | 3:36 |

## 收視率
| 集數       | 播出日期   | AGB收視率        | AGB收視率      |
| 集數       | 播出日期   | 大韓民國（全國） | 首爾（首都圈） |
| ---------- | ---------- | ---------------- | -------------- |
| 1          | 2020/09/07 | 6.362%           | 7.791%         |
| 2          | 2020/09/08 | 6.802%           | 8.217%         |
| 3          | 2020/09/14 | 7.200%           | 9.102%         |
| 4          | 2020/09/15 | 7.823%           | 9.626%         |
| 5          | 2020/09/21 | 7.801%           | 9.037%         |
| 6          | 2020/09/22 | 6.995%           | 8.409%         |
| 7          | 2020/09/28 | 7.730%           | 9.368%         |
| 8          | 2020/09/29 | 7.734%           | 9.225%         |
| 9          | 2020/10/05 | 7.404%           | 8.974%         |
| 10         | 2020/10/06 | 8.238%           | 10.063%        |
| 11         | 2020/10/12 | 8.262%           | 9.618%         |
| 12         | 2020/10/13 | 7.798%           | 9.439%         |
| 13         | 2020/10/19 | 7.760%           | 9.313%         |
| 14         | 2020/10/20 | 7.772%           | 9.617%         |
| 15         | 2020/10/26 | 7.625%           | 9.134%         |
| 16         | 2020/10/27 | 8.740%           | 10.728%        |
| 平均收視率 | 平均收視率 | 7.628%           | 9.229%         |

- 收視最低的集數以藍色表示，收視最高的集數以紅色表示，而空格則表示該集的收視沒有相關數據。

## 話題性
電視劇部分
| 日期      | 佔有率 | 排名 | 備註       |
| --------- | ------ | ---- | ---------- |
| 8月第4週  | 4.16%  | 6    | 開播前二週 |
| 9月第1週  | 7.00%  | 6    | 開播前一週 |
| 9月第2週  | 24.81% | 1    |            |
| 9月第3週  | 21.53% | 1    |            |
| 9月第4週  | 20.37% | 1    |            |
| 10月第1週 | 22.50% | 2    |            |
| 10月第2週 | 17.61% | 1    |            |
| 10月第3週 | 18.91% | 1    |            |
| 10月第4週 | 15.03% | 2    |            |
| 10月第5週 | 18.64% | 1    |            |

演員部分
| 日期      | 排名   | 排名   | 備註       |
| 日期      | 朴寶劍 | 朴素淡 | 備註       |
| --------- | ------ | ------ | ---------- |
| 9月第1週  | 1      | -      | 開播前一週 |
| 9月第2週  | 1      | 4      |            |
| 9月第3週  | 1      | 5      |            |
| 9月第4週  | 1      | 4      |            |
| 10月第1週 | 1      | 4      |            |
| 10月第2週 | 1      | 8      |            |
| 10月第3週 | 1      | 6      |            |
| 10月第4週 | 2      | 7      |            |
| 10月第5週 | 1      | 6      |            |

## 同時段競爭作品
- KBS2月火連續劇：《殭屍偵探》
- MBC月火連續劇：《Kairos》
- SBS月火連續劇：《你喜歡布拉姆斯嗎》、《Penthouse》
- JTBC月火連續劇：《18 Again》

## 外部連結
- 韓國tvN官方網站[]
- 青春紀錄-DAUM （页面存档备份，存于）
- 在Netflix上觀看《青春紀錄》

| tvN 月火劇                                                 | tvN 月火劇                                   | tvN 月火劇 |
| ---------------------------------------------------------- | -------------------------------------------- | ---------- |
|                                                            | （2020年9月7日－2020年10月27日）             |            |
| 了解的不多也無妨，是一家人 （2020年6月1日－2020年7月21日） | 產後調理院 （2020年11月2日－2020年11月24日） |            |